# London-Marathon 2015
| 35. London-Marathon    | 35. London-Marathon            |
| ---------------------- | ------------------------------ |
| Stadt                  | London, Vereinigtes Königreich |
| Datum                  | 26. April 2015                 |
| Distanz                | 42,195 Kilometer               |
| Sieger                 |                                |
| Männer                 | Eliud Kipchoge (2:04:42 h)     |
| Frauen                 | Tigist Tufa (2:23:21 h)        |
| ← London-Marathon 2014 | London-Marathon 2016 →         |
| Website                | Offizielle Website             |

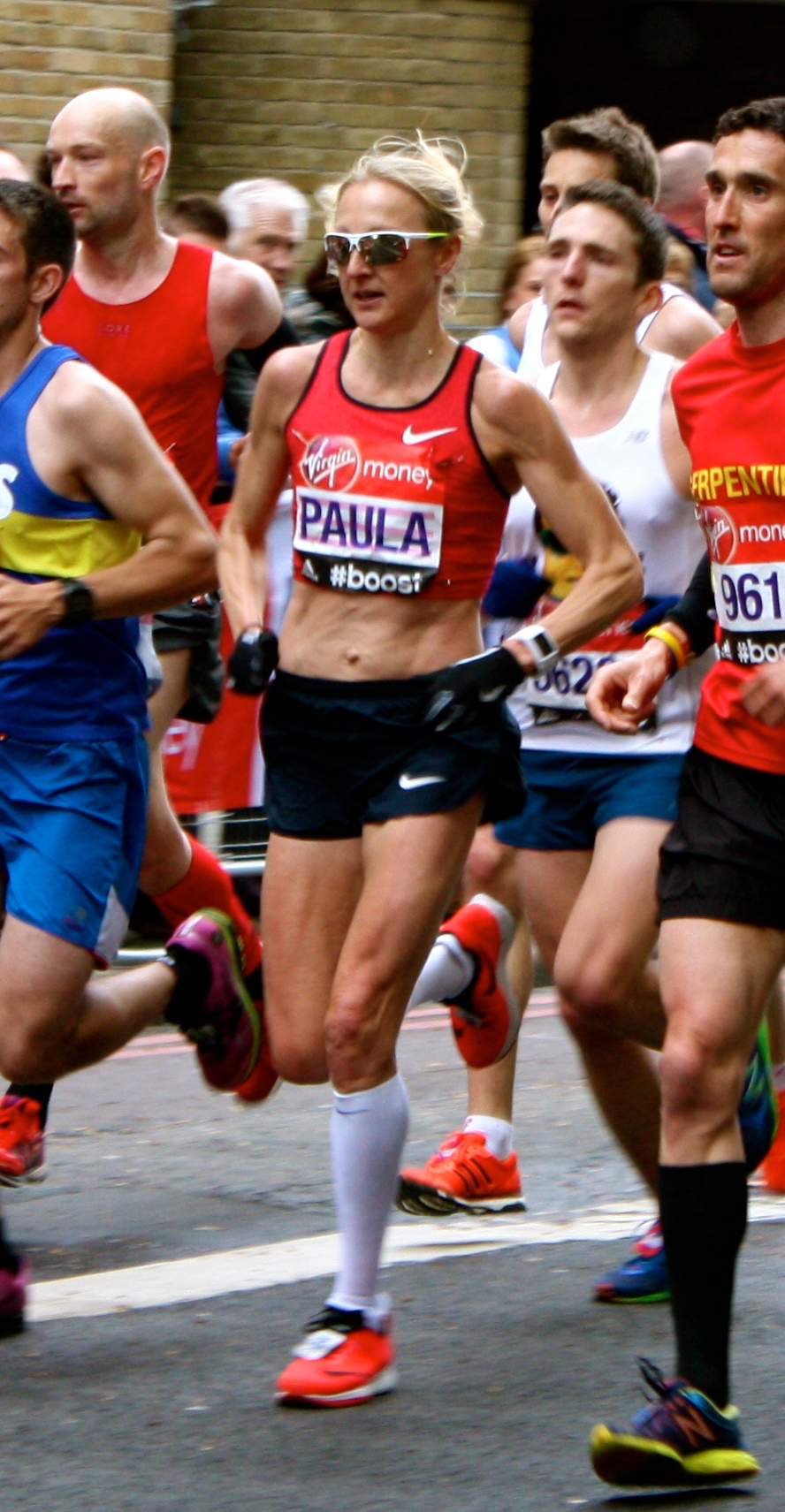
Paula Radcliffe, sie lief ihren letzten Marathon

Der London-Marathon 2015 war die 35. Ausgabe der jährlich stattfindenden Laufveranstaltung in London, Vereinigtes Königreich. Der Marathon fand am 26. April 2015 statt. Er war der dritte Lauf des World Marathon Majors 2015/16 und hatte das Etikett Gold der IAAF Road Race Label Events 2015.
Bei den Männern gewann Eliud Kipchoge in 2:04:42 h und bei den Frauen Tigist Tufa in 2:23:21 h. Paula Radcliffe bestritt das letzte Rennen ihrer Karriere und wurde 20.

## Ergebnisse

### Männer
| Platz | Athlet          | Land      | Zeit (h) |
| ----- | --------------- | --------- | -------- |
| 01    | Eliud Kipchoge  | Kenia     | 2:04:42  |
| 02    | Wilson Kipsang  | Kenia     | 2:04:47  |
| 03    | Dennis Kimetto  | Kenia     | 2:05:50  |
| 04    | Stanley Biwott  | Kenia     | 2:06:41  |
| 05    | Tilahun Regassa | Äthiopien | 2:07:16  |
| 06    | Sammy Kitwara   | Kenia     | 2:07:43  |
| 07    | Javier Guerra   | Spanien   | 2:09:33  |
| 08    | Ghebre Kibrom   | Eritrea   | 2:09:36  |
| 09    | Alexei Reunkow  | Russland  | 2:10:10  |
| 10    | Serhij Lebid    | Ukraine   | 2:10:21  |

### Frauen
| Platz | Athletin          | Land      | Zeit (h) |
| ----- | ----------------- | --------- | -------- |
| 01    | Tigist Tufa       | Äthiopien | 2:23:21  |
| 02    | Mary Keitany      | Kenia     | 2:23:41  |
| 03    | Tirfi Tsegaye     | Äthiopien | 2:23:41  |
| 04    | Aselefech Mergia  | Äthiopien | 2:23:53  |
| 05    | Florence Kiplagat | Kenia     | 2:24:15  |
| 06    | Jemima Sumgong    | Kenia     | 2:24:23  |
| 07    | Priscah Jeptoo    | Kenia     | 2:25:01  |
| 08    | Ana Dulce Félix   | Portugal  | 2:25:15  |
| 09    | Wolha Masuronak   | Belarus   | 2:25:36  |
| 10    | Rkia El Moukim    | Marokko   | 2:26:33  |